# Redcar Rocks
Redcar Rocks är en klippformation i Storbritannien.   De ligger i England, i den centrala delen av landet, 400 km norr om huvudstaden London. Närmaste större samhälle är Middlesbrough, 12,7 km väster om Redcar Rocks. 